# Lidija Wiertinska
Lidija Władimirowna Wiertinska (ros. Лидия Владимировна Вертинская) z domu Cirgwawa (Циргвава); ur. 14 kwietnia 1923 w Harbin, zm. 31 grudnia 2013 w Moskwie) – radziecka i rosyjska aktorka. Pochowana na Cmentarzu Nowodziewiczym w Moskwie.

## Rodzina
Żona Aleksandra Wiertinskiego. Matka aktorek: Anastasiji Wiertinskiej i Marianny Wiertinskiej.

## Wybrana filmografia
- 1952: Sadko (film) jako Feniks
- 1957: Don Kichot jako Księżna
- 1963: Królestwo krzywych zwierciadeł jako Anizdag (odbicie od wyrazu Gadzina)[2]